# Religionen in Köln
In Köln wie in anderen ehemals stark katholisch geprägten westdeutschen Großstädten sind Christen zahlenmäßig längst in der Minderheit. Durch Säkularisierung und Zuwanderung nichtchristlicher Bevölkerungsgruppen sinkt der christliche Bevölkerungsanteil.
Ende 2022 waren von den 1.092.118 Einwohnern 28,8 % Mitglied der katholischen Kirche, 12,9 % der evangelischen; 58,3 % gehörten anderen Konfessionen oder Glaubensgemeinschaften an oder waren konfessionslos. Ende 2023 waren von den 1.095.520 Einwohnern 27,5 % (301042 Einwohner) Mitglied der katholischen Kirche, 12,4 % der evangelischen; 60,1 % gehörten anderen Glaubensgemeinschaften an oder waren konfessionslos.

## Römisch-katholische Kirche

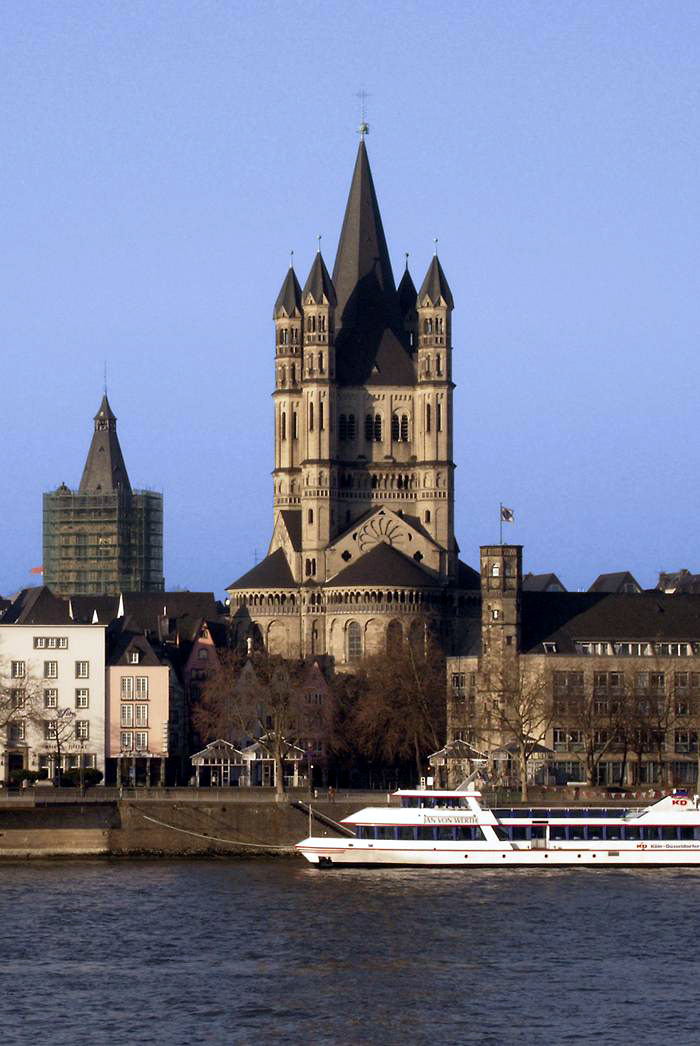
Köln, Groß St. Martin, vom Rhein her gesehen

Ende 2019 waren 32,8 % der Einwohner Mitglied der römisch-katholischen Kirche, 2008 waren dies noch 38,6 %.
Seit 313 existiert das Erzbistum Köln, erst als Bistum, seit Karl dem Großen im Jahr 794 dann als Erzbistum. Das Erzbistum war bis 1802 eines der geistlichen Territorien des Heiligen Römischen Reichs Deutscher Nation. Der Erzbischof war zugleich einer der Kurfürsten.
Daher hatte die katholische Kirche in der Geschichte der Stadt Köln stets eine besondere Rolle. 1288 wurde Köln Freie Reichsstadt und gehörte danach nicht mehr zum Kurfürstentum. 1525 wurde der Sitz des Kurfürstentums nach Bonn verlegt, ab 1597 war Bonn dauerhaft als kurkölnische Residenzstadt bestimmt. Die Reformation konnte nicht Fuß fassen, wenngleich es an verschiedenen Gegenden des Kurfürstentums reformatorische Tendenzen gab. Innerhalb der Stadt Köln konnten Protestanten im Gegensatz zum Kurfürst-Erzbistum Köln bis zum Einmarsch der Franzosen 1794 keinen öffentlichen Gottesdienst abhalten. Die katholischen Pfarreien der Stadt gehörten anfangs zum Archidiakonat des Dompropstes. 1802 wurde das Erzbistum Köln zunächst aufgehoben, die Pfarreien gehörten danach zum Bistum Aachen, doch wurde das Erzbistum 1821 beziehungsweise 1825 in anderem Zuschnitt neu errichtet. Köln wurde wieder Sitz eines Erzbischofs und ist somit bis heute Hauptort einer der sieben Kirchenprovinzen Deutschlands.

### Neuzeit

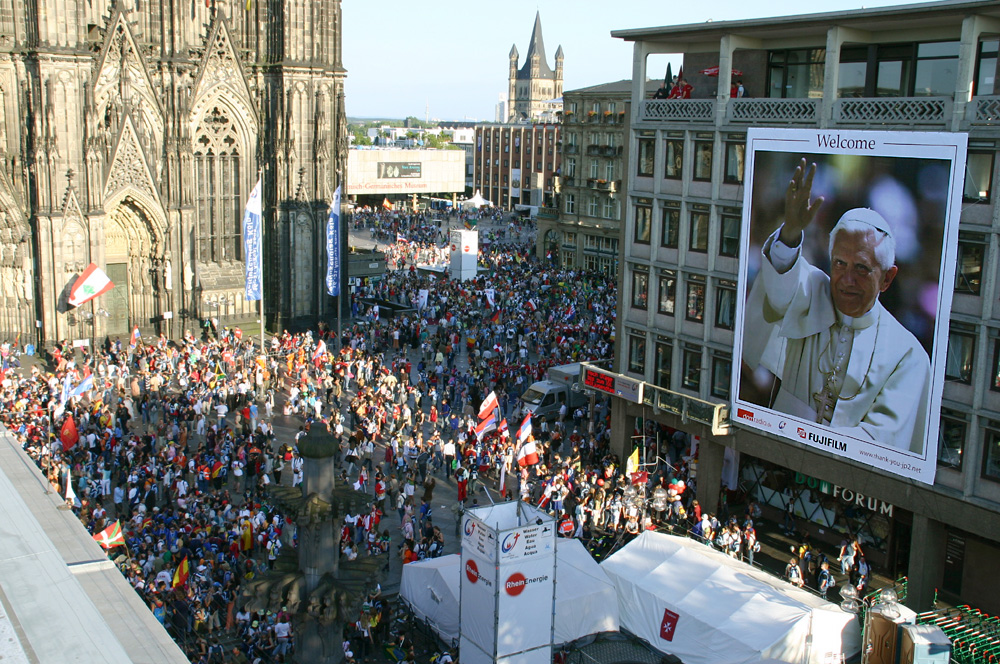
Pilger vor dem Willkommens-Poster für Benedikt XVI. am Dom

Einer der Höhepunkte in der christlichen Geschichte Kölns war der 20. Weltjugendtag im August 2005. Rund 26.000 Freiwillige aus 160 Staaten begrüßten Gäste aus 196 Staaten in den Städten Köln, Bonn und Düsseldorf. Zu diesem Großereignis der „jungen katholischen Kirche“ waren 400.000 Besucher akkreditiert. Bei der Abschlussmesse auf dem Marienfeld, einem stillgelegten Tagebau nahe dem Vorort Frechen, über eine Million Menschen im Kölner Großraum. Auch der Papst Benedikt XVI. besuchte zu diesem Anlass die Stadt Köln bei seiner ersten Pontifikalreise nach seiner Amtseinführung im April 2005.
2007 war Köln zum zweiten Mal nach 1965 Gastgeberin für den 31. Deutschen Evangelischen Kirchentag mit etwa 155.000 Teilnehmern.

### Gemeinden in Köln
Die Pfarrgemeinden der Stadt bilden das „Stadtdekanat Köln“. Zum 1. Januar 2017 hat der Kardinal die Dekanate im Erzbistum neugeordnet. Die bisherigen Stadt- und Kreisdekanate bilden nunmehr die – im Kirchenrecht vorgesehenen – Dekanate des Erzbistums. Die Dekanate Köln-Mitte, Dünnwald, Ehrenfeld, Lindenthal, Mülheim, Nippes, Porz, Rodenkirchen und Worringen wurden damit aufgelöst. Die über 300 Kirchen, Klöster und Stifte, wie auch die Mülheimer Gottestracht an Fronleichnam, zeugen von einer Volksfrömmigkeit in Köln. Neben verschiedenen Museen unterhält die katholische Kirche in Köln zahlreiche Schulen und soziale Einrichtungen. Außerdem veranstaltet sie vielfältige Konzerte, Ausstellungen und Fortbildungen.

### Ordensgemeinschaften
In Köln gibt es die Ordensgemeinschaften der Dominikaner, Franziskaner-Minoriten, der Kölner Alexianer, der Jesuiten, der Redemptoristen, der Salesianer Don Boscos, der Ursulinen, Karmelitinnen, Vinzentinerinnen, der Schönstatt-Schwestern und der Cellitinnen.
Im Mittelalter waren in der bedeutenden Groß-, Bistums- und Universitätsstadt nahezu alle damals bestehenden Orden mit eigenen Niederlassungen vertreten. Insbesondere die Franziskaner und Dominikaner waren stark in die damalige Universität eingebunden.

### Heilige
Das „heilige Köln“ hat zahlreiche heilige Männer und Frauen hervorgebracht und beherbergt bis heute viele Reliquien. Unter den Heiligen des Bistums waren die hll. Caspar, Melchior, Balthasar, Maternus, Severin, Ursula, Bruno von Köln, Albertus Magnus, Adolph Kolping, Gereon, Gero, Irmgard, Pantaleon, Johannes Duns Scotus, Edith Stein, Engelbert von Berg, Richeza, Plektrudis.

## Evangelische Kirche

### Geschichte

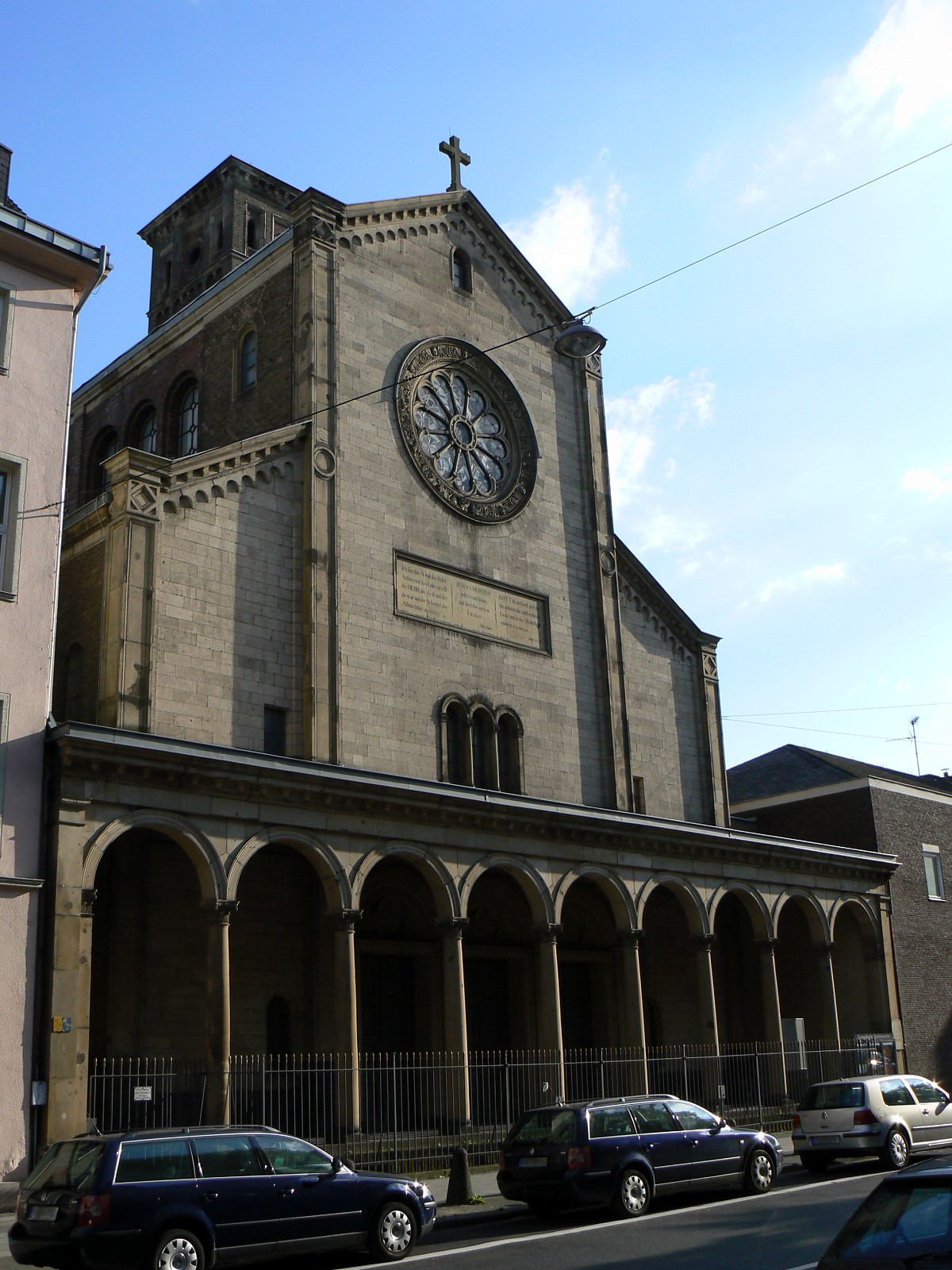
Trinitatiskirche

Protestantische Bewegungen wurden innerhalb der Stadt Köln stark unterdrückt. 1520 wurden die Schriften Martin Luthers verbrannt. 1529 wurden Peter von Fliesteden und der bergische Prediger Adolf Clarenbach auf dem Gebiet des heutigen Melatenfriedhofs wegen ihres evangelischen Glaubens hingerichtet. Auch die in Köln aktive Täufergemeinde konnte nur im Untergrund wirken. Eine Ausnahme bildete die Amtszeit des evangelisch orientierten Erzbischofs Hermann V. von Wied. So konnte beispielsweise Menno Simons zwischen 1544 und 1546 relativ frei in Köln wirken. Schon 1566 jedoch wurde der täuferische Lehrer Mathias Zerfaß denunziert, gefoltert und unter Anteilnahme vieler Zuschauer verbrannt. Das Märtyrerlied Etliche hatten Mitleiden erinnert noch heute an ihn. 1558 wurde der mennonitische Prediger Thomas von Imbroich gefoltert und enthauptet. Täuferisch-Mennonitische Gemeinden konnten sich so nicht auf Dauer in Köln etablieren.
Im Bereich der reformierten und lutherischen Spektrum kam es jedoch zu vier Gemeindegründungen, die später in der Evangelischen Gemeinde Köln zusammengefasst wurden: die niederländisch-reformierte (Konsistorialprotokolle ab 1571 erhalten), die französisch-reformierte (Namen einiger Prediger aus der Zeit von 1576 bis 1605 bekannt), die deutsch-reformierte (wohl ab 1572) und die deutsch-lutherische Gemeinde (nachweisbar ab 1575).
Teilweise wurden die Gemeindeglieder von Pfarrern aus Mülheim seelsorgerisch betreut. 1586–1587 war Philipp Nicolai im Geheimen evangelischer Pfarrer in Köln. Nur außerhalb des damaligen Stadtgebietes konnte es zu offiziellen evangelischen Gottesdiensten kommen. Der Rat der Stadt verwehrte den Protestanten ab dem Jahr 1583 sogar das Begräbnis innerhalb der Stadtmauern. Somit liegt auch die älteste evangelische Begräbnisstätte vor den Toren des damaligen Stadtgebiets: Nach dem Dreißigjährigen Krieg konnten die evangelischen Christen ihre Verstorbenen auf dem sogenannten Geusenfriedhof, etwa 1,5 Kilometer vor der Stadtmauer, also auf kurkölnischem Gebiet, bestatten. Dieser Friedhof wurde von Reformierten und Lutheranern gemeinschaftlich angekauft, genutzt und finanziert.
Selbst als Kaiser Joseph II. 1788 den Protestanten das Privileg einräumte, ein „eigenes Beth-, Schul- und Predigerhaus“ zu bauen, wurde dies durch die Kölner Katholiken verhindert. Dies änderte sich erst mit dem Einmarsch der französischen Revolutionstruppen 1794. Gegenwärtig sind – die kleineren evangelischen Freikirchen mit eingeschlossen – knapp 15 % der Kölner Bevölkerung evangelisch.

### Evangelische Gemeinden Köln und Evangelischer Kirchenverband Köln und Region
- Evangelische Kirche im Rheinland

### Weitere lutherische Kirchen
- Evangelisch-Lutherische Kirche Finnlands
- Herrnhuter Brüdergemeine
- Japanische Evangelische Gemeinde Köln/Bonn
- Selbständige Evangelisch-Lutherische Kirche (SELK)

### Reformierte Kirchen
- Niederländisch-reformierte Kirche in Deutschland
- Ungarisch-reformierte Gemeinde

### Freikirchen

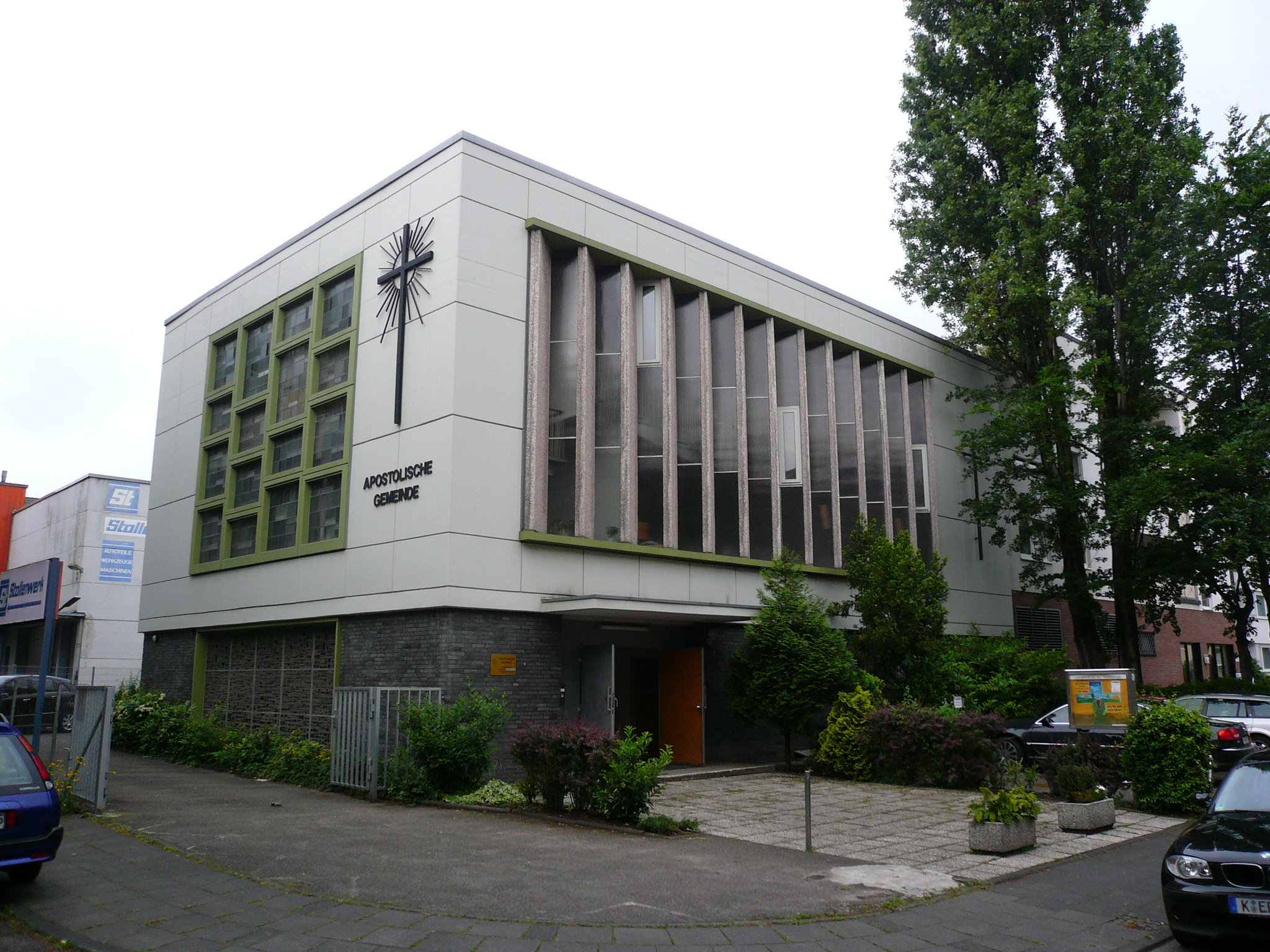
Apostolische Gemeinschaft, Stuppstraße, Köln-Ehrenfeld

Es gibt folgende evangelische Freikirchen in Köln:
- apostolische Gemeinschaft
- Apostelamt Christi
- evangelisch-Freikirchliche Gemeinden (Baptisten, z. B. Ev.-Freik. Gem. Köln-Süd)
- Brüdergemeinde
- Christian Science
- Evangelisch-methodistische Kirche
- Evangeliums-Christen
- Freie evangelische Gemeinde Lindenthal und Mülheim
- Kirche Jesu Christi der Heiligen der Letzten Tage hat ein Gemeindehaus in Köln
- Neuapostolische Kirche

## Orthodoxe Kirchen

### Byzantinisch-orthodoxe Kirchen
- griechisch-orthodoxe Kirchengemeinde des Entschlafens der Gottesgebärerin
- russisch-orthodoxe Kirchengemeinde Hl. Panteleimon, Köln-Porz-Westhoven
- Russische orthodoxe Kirche außer Landes Kirchengemeinde des Hl. Demetrios e. V.
- rumänisch-orthodoxe Kirchengemeinde
- serbisch-orthodoxe Kirchengemeinde
- ukrainisch-orthodoxe Kirchengemeinde

### Orientalisch-orthodoxe Kirchen
- Äthiopisch-orthodoxe Kirchengemeinde Hl. Michael
- armenisch-apostolische Gemeinde
- Koptisch-orthodoxe Kirche St. Marien[18]
- syrisch-orthodoxe Kirchengemeinde

## Andere christliche Gemeinschaften
Daneben gibt es
- altkatholische Gemeinde
- anglikanische Gemeinde
- Zeugen Jehovas

sowie weitere freie Gemeinden, die keinem Verband angehören, in Köln vertreten.

### Arbeitsgemeinschaft christlicher Kirchen in Köln
Viele Gemeinden sind Mitglied in der „Arbeitsgemeinschaft christlicher Kirchen in Köln“ oder haben dort zumindest Gaststatus. Mitglieder beziehungsweise Gäste sind neben den beiden großen Kirchen Altkatholiken, Apostolische Gemeinschaft, Apostelamt Christi, Armenisch-Apostolische Kirche, Syrisch-Orthodoxe Kirche von Antiochien, Äthiopisch-Orthodoxe Kirche, Church of England (Anglikaner), Evangelisch-Freikirchliche Gemeinden (Baptisten, z. baptistische ev.-freikirchliche Gemeube Köln-Süd, und Brüdergemeine), Evangelisch-methodistische Kirche, Evangeliums-Christen, Evangelisch-lutherische Gemeinde (SELK), Evangelisch-Lutherische Kirche Finnlands, Freie evangelische Gemeinde Lindenthal und Mülheim, griechisch-orthodoxe Metropolie, Heilsarmee, Herrnhuter Brüdergemeine, japanische evangelische Gemeinde Köln/Bonn, niederländisch-reformierte Kirche in Deutschland, ukrainisch-orthodoxe Kirche und ungarisch-reformierte Gemeinde.

## Judentum

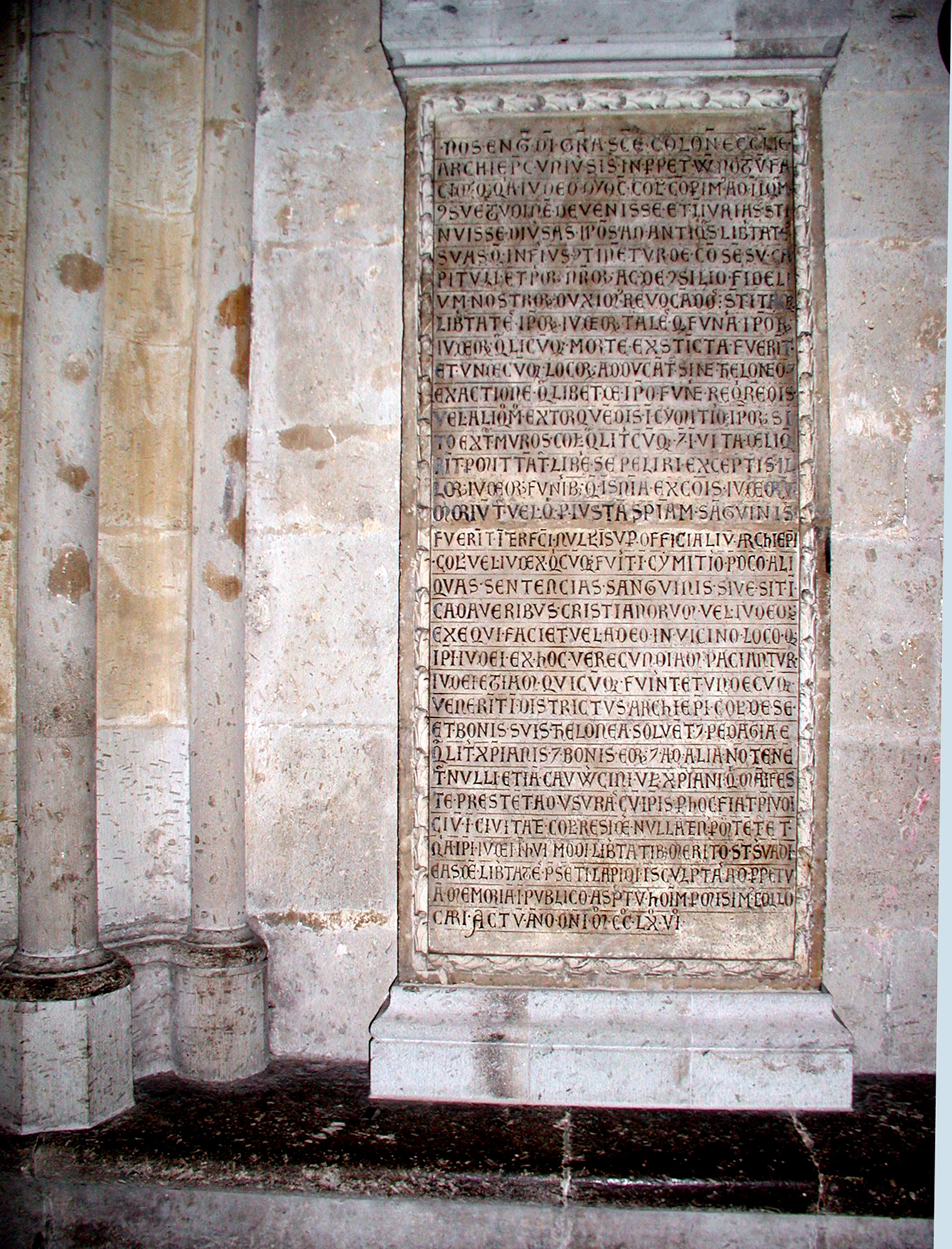
Privileg Erzbischofs Engelbert II. aus dem Jahr 1266 für die Kölner Juden, Tafel im Kölner Dom

Mit einer Erwähnung in einem konstantinischen Dekret aus dem Jahre 321 gilt Köln als „die älteste jüdische Gemeinde nördlich der Alpen“. Die Existenz eines ersten jüdischen Wohnviertels im Areal um das heutige Kölner Rathaus wird auf die Spätantike in der Römerstadt datiert. Vor dem Rathaus zeugt auch eine nach Anmeldung zu besichtigende Mikwe, ein Kultbad aus dem 12. Jahrhundert von einem regen jüdischen Leben in der Stadt. Im Mittelalter kam es in Köln zu Pogromen, Verfolgung und Ausweisungen gegen die jüdische Bevölkerung. Auslöser waren beginnende Kreuzzüge und der Ausbruch der Pest, deren Ursache man bei den Juden zu finden glaubte (siehe Pestpogrom). In der Folge wanderten viele der überlebenden Kölner Juden aus, einige bildeten im nahen, rechtsrheinischen Umland neue Gemeinden. Erst 1799 gab es, unter französischer Besatzung erstmals wieder eine jüdische Gemeinde in Köln. Bis in die erste Hälfte des 20. Jahrhunderts wuchs diese an; neben der neuen Synagoge in der Glockengasse baute man in zahlreichen Stadtvierteln und Vororten Synagogen, Schulen, Bäder und Gesundheitseinrichtungen. Die in Köln vom Anwalt Max Bodenheimer gemeinsam mit dem Kaufmann David Wolffsohn gegründete Zionistische Vereinigung für Deutschland fand zum Ende des 19. Jahrhunderts ihren Hauptsitz in der Nähe des Neumarkts. Auch Geschäftsleute wie Leonhard Tietz oder Mitglieder der Familie Oppenheim siedelten ihre unternehmerischen Aktivitäten in Köln an. Bis 1930 zählte die jüdische Gemeinde 20.000 Menschen, es gab sechs Synagogen in der Stadt.
In der Zeit des Nationalsozialismus wurden viele jüdische Kölner ins Konzentrationslager Dachau verschleppt, viele wurden misshandelt, ihres Besitzes beraubt, jüdische Friedhöfe geschändet. Alle Synagogen wurden im Zuge der Reichspogromnacht zerstört. Wer nicht ins Ausland entkam oder den Freitod wählte, wurde schließlich ermordet (Transport in ein Vernichtungslager). Sehr wenigen (40–50) gelang es, in Verstecken zu überleben. Nach der Befreiung wurde die Synagoge in der Roonstraße 1959 die neue Heimat der Synagogen-Gemeinde Köln. Synagoge und Kulturzentrum wurden in Anwesenheit von Bundeskanzler Konrad Adenauers eingeweiht. Durch Zuzug aus den Gebieten der früheren Sowjetunion wuchs die jüdische Gemeinschaft in den 1990er Jahren, wie in anderen deutschen Städten. 1996 gründete sich zusätzlich zur mittlerweile orthodox geführten Synagogengemeinde die kleine Jüdische liberale Gemeinde Gescher Lamassoret (hebräisch für: Brücke zur Tradition). Im Jahre 2004 wurde in dem ehemaligen jüdischen Asyl an der Ottostraße in Köln-Neuehrenfeld das neue Jüdische Wohlfahrtszentrum eröffnet, in dem eine jüdische Grundschule, ein Altenheim und die Verwaltung der mehr als 5000 Mitglieder zählende Synagogen-Gemeinde untergebracht sind.

## Islam

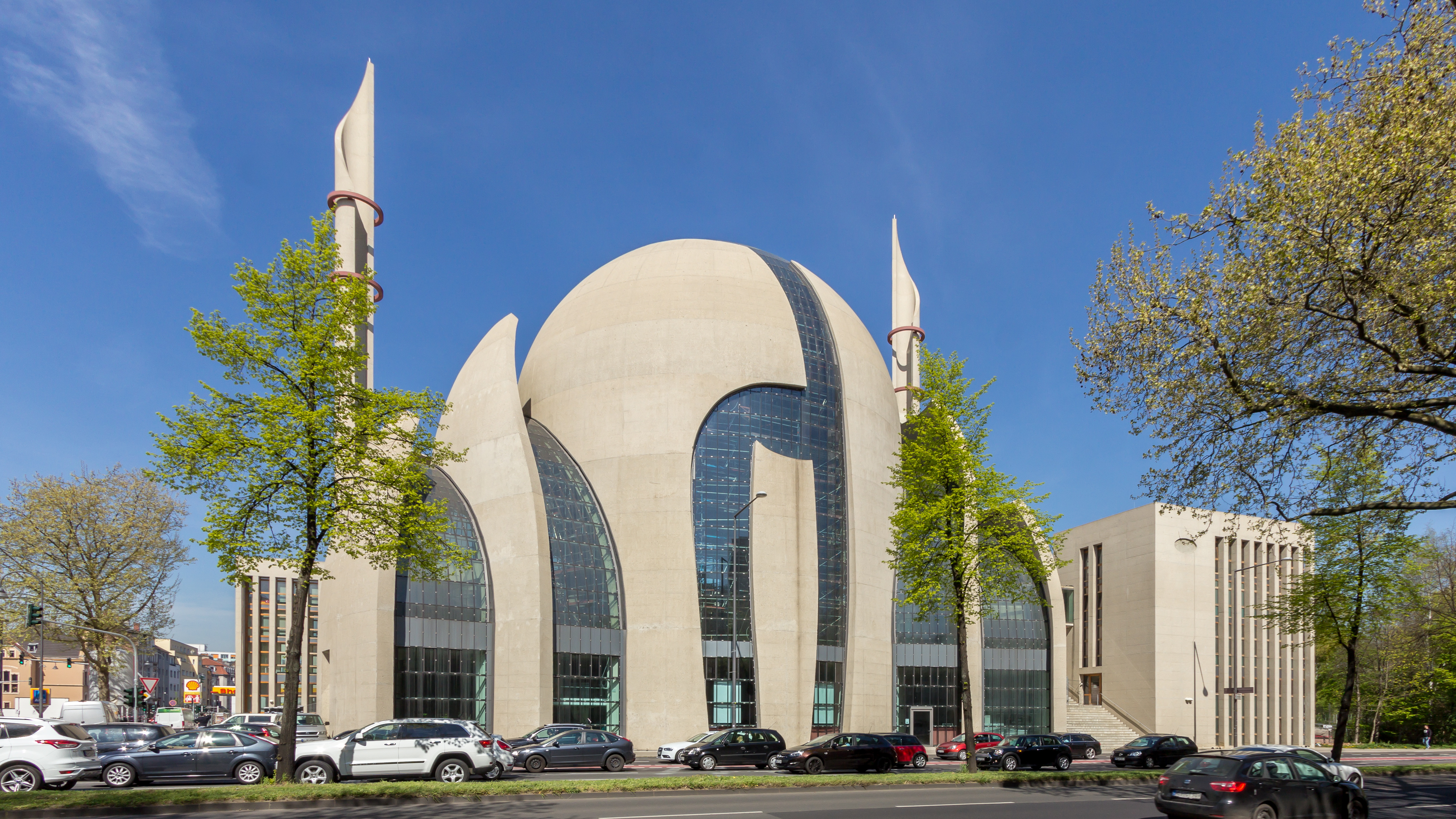
Zentralmoschee in Köln

Nach den Zahlen des 2011-Zensus für Personen mit Migrationshintergrund waren darunter rund 119.300 (11,9 %) Muslime. Wegen des hohen Anteils von muslimischen Einwanderern vor allem aus der Türkei und ihrer Nachkommen sowie wegen der zentralen Lage in der alten Bundesrepublik richteten die wichtigsten islamischen Organisationen ihren Sitz in Köln und Umgebung (Kerpen) ein. In Köln leben nach Presseberichten derzeit rund 120.000 Muslime (vorwiegend Einwanderer) und es gibt insgesamt etwa 45 Moscheen. Die 2018 offiziell eröffnete repräsentative Zentralmoschee in Köln, wird durch die DITIB geleitet. Die Ahmadiyya Muslim Jamaat betreibt mit dem Bait un-Nasir in Köln-Niehl seit 1985 ein islamisches Gemeindezentrum, das 2011 nach Umbaumaßnahmen und den Bau eines Minaretts in eine Moschee umgewandelt wurde.

## Hinduismus
Ein Hindutempel findet sich in Köln-Mülheim im Circus-Roncalli-Weg (vormals Neurather Weg).

## Sikhismus
Ein Gurdwara (Sikh-Tempel) findet sich in Köln-Buchforst, Kalk-Mülheimer Str. 299.

## Buddhismus
Ferner gibt es das „Santi Dhamma Vihara Kölner-Buddhismus-Center“ e. V.(KBC), Mathildenstraße 65, 50679 Köln und „Diamantweg Buddhismus“, Krefelder Straße 18, 50670 Köln.

## Bahaitum
Die Baha'i-Religion verbreitet sich seit 1905 im deutschsprachigen Raum und wird auch in Köln repräsentiert. Sie bietet regelmäßig Aktivitäten an, die offen für alle Religionsangehörige sind und die Einheit der Religionen fördert. Die Baha'i-Gemeinde besitzt auch einen Raum für ihre Aktivitäten auf der Neusser Straße in Nippes.

## Sonstige Glaubenseinrichtungen
Am Flughafen Köln/Bonn befindet sich ein konfessionsübergreifender Gebets- und Andachtsraum.

## Interreligiöser Dialog
Der Begegnung und dem Dialog zwischen Juden und Christen widmet sich die Kölnische Gesellschaft für Christlich-Jüdische Zusammenarbeit.
In Köln hat ihren Sitz die überregional tätige Christlich-Islamische Gesellschaft, die größte und älteste islamisch-christliche Dialogorganisation in Deutschland. Von Seiten der Stadt Köln wurde ein „Rat der Religionen“ einberufen, dem Vertreter der unterschiedlichen Religionsgemeinschaften angehören.
Seit Anfang 2008 ist Köln auch Verwaltungssitz des Koordinierungsrats des christlich-islamischen Dialogs (KCID).
Seit 1998 besteht der Inter-Religiöse Runde Tisch von Köln-Mülheim (IRRT). Er wurde im Rahmen des damaligen „Keupstraßen-Projekts“ von der Stadt Köln, interkulturelles Referat und interkultureller Dienst Mülheim, ins Leben gerufen. Langfristiges Ziel ist es, möglichst viele im Stadtteil Mülheim vertretene Religionen an einen Tisch zu bringen. Zurzeit sind elf religiöse Gemeinschaften vertreten: Zentrum für Bildung und Integration in Mülheim e. V. (ZeBIt), Förderverein Zentrum Kulturelle Begegnungen (FZKB), Hacı-Bektaş-Veli-Cemhaus (Aleviten), Jama'at-un Nur (Gemeinschaft des Lichts), Katholische Kirche, Evangelische Kirche, Freie evangelische Gemeinde Köln-Mülheim, Evangelisch-Freikirchliche Gemeinde Köln-Mülheim (Baptisten), Santi Dhamma Vihara Kölner-Buddhismus-Center e. V. (KBC), Soka Gakkai International – Deutschland, Baha'i Gemeinde Köln.